# بريت غالانت (لاعب كرلنغ)
بريت غالانت هو لاعب كرلنغ كندي، ولد في 18 فبراير 1990 في تشارلوت تاون في كندا.

## وصلات خارجية
- بريت غالانت على موقع الاتحاد الدولي للكرلنغ (الإنجليزية)
- بريت غالانت على موقع اللجنة الأولمبية الدولية (الإنجليزية)
- بريت غالانت على موقع أوليمبيديا (الإنجليزية)
- بريت غالانت على موقع اللجنة الأولمبية الكندية (الإنجليزية)